# Під піском (фільм, 2015)
«Під піском» (дан. Under sandet) — дансько-німецький військово-драматичний фільм, знятий Мартіном Зандвліетом. Світова прем'єра стрічки відбулась 10 вересня 2015 року на міжнародному кінофестивалі в Торонто. Фільм розповідає про німецьких військовополонених у часи Другої світової війни, яких влада Данії змушує знешкоджувати мільйони мін на узбережжі країни.

## У ролях
- Роланд Мьоллер — сержант Карл
- Міккель Бое Фьольсгор — лейтенант Еббе
- Луї Гофман — Себастьян Шуманн

## Визнання
| Нагороди та номінації фільму «Під піском» | Нагороди та номінації фільму «Під піском» | Нагороди та номінації фільму «Під піском» | Нагороди та номінації фільму «Під піском» | Нагороди та номінації фільму «Під піском» | Нагороди та номінації фільму «Під піском» |
| Рік                                       | Кінопремія / Кінофестиваль                | Категорія / Нагорода                      | Номінант                                  | Результат                                 | Дж                                        |
| ----------------------------------------- | ----------------------------------------- | ----------------------------------------- | ----------------------------------------- | ----------------------------------------- | ----------------------------------------- |
| 2015                                      | Гамбурзький кінофестиваль                 | Нагорода Art Cinema                       | «Під піском»                              | Номінація                                 |                                           |
| 2015                                      | Гамбурзький кінофестиваль                 | Нагорода продюсерів Гамбургу              | «Під піском»                              | Номінація                                 |                                           |
| 2015                                      | Міжнародний кінофестиваль у Торонто       | Приз Платформи                            | «Під піском»                              | Номінація                                 |                                           |
| 2015                                      | Токійський міжнародний кінофестиваль      | Гран-прі «Токійська сакура»               | «Під піском»                              | Номінація                                 |                                           |
| 2015                                      | Токійський міжнародний кінофестиваль      | Найкращий актор                           | Роланд Мьоллер, Луїс Гофманн              | Перемога                                  |                                           |
| 2016                                      | Європейський кіноприз                     | Найкращий оператор                        | Камілла Ельм Кнудсен                      | Перемога                                  | [ 3 ]                                     |
| 2016                                      | Європейський кіноприз                     | Найкращий дизайн костюмів                 | Стефані Бікер                             | Перемога                                  | [ 3 ]                                     |
| 2016                                      | Європейський кіноприз                     | Найкращий грим та зачіски                 | Барбара Кройцер                           | Перемога                                  | [ 3 ]                                     |